# Ellisella schmitti
Ellisella schmitti is een zachte koraalsoort uit de familie Ellisellidae. De koraalsoort komt uit het geslacht Ellisella. Ellisella schmitti werd in 1961 voor het eerst wetenschappelijk beschreven door Bayer. 